# Матвеев, Александр Андреевич
Алекса́ндр Андре́евич Матве́ев (1891—1954) — генерал-майор Советской Армии, участник Гражданской и Великой Отечественной войн.

## Биография
Родился 10 июня 1891 года в Ромбертово Варшавской губернии (ныне — территория Польши) в рабочей семье. В 1906 году окончил городское училище. В 1909 году Матвеев был призван на службу в царскую армию. В 1915 году окончил школу прапорщиков. С марта 1918 года — в Рабоче-крестьянской Красной Армии. Участник Гражданской войны. В 1927 году окончил Высшую военную педагогическую школу РККА по специальности «тактика». Служил на различных командных должностях.

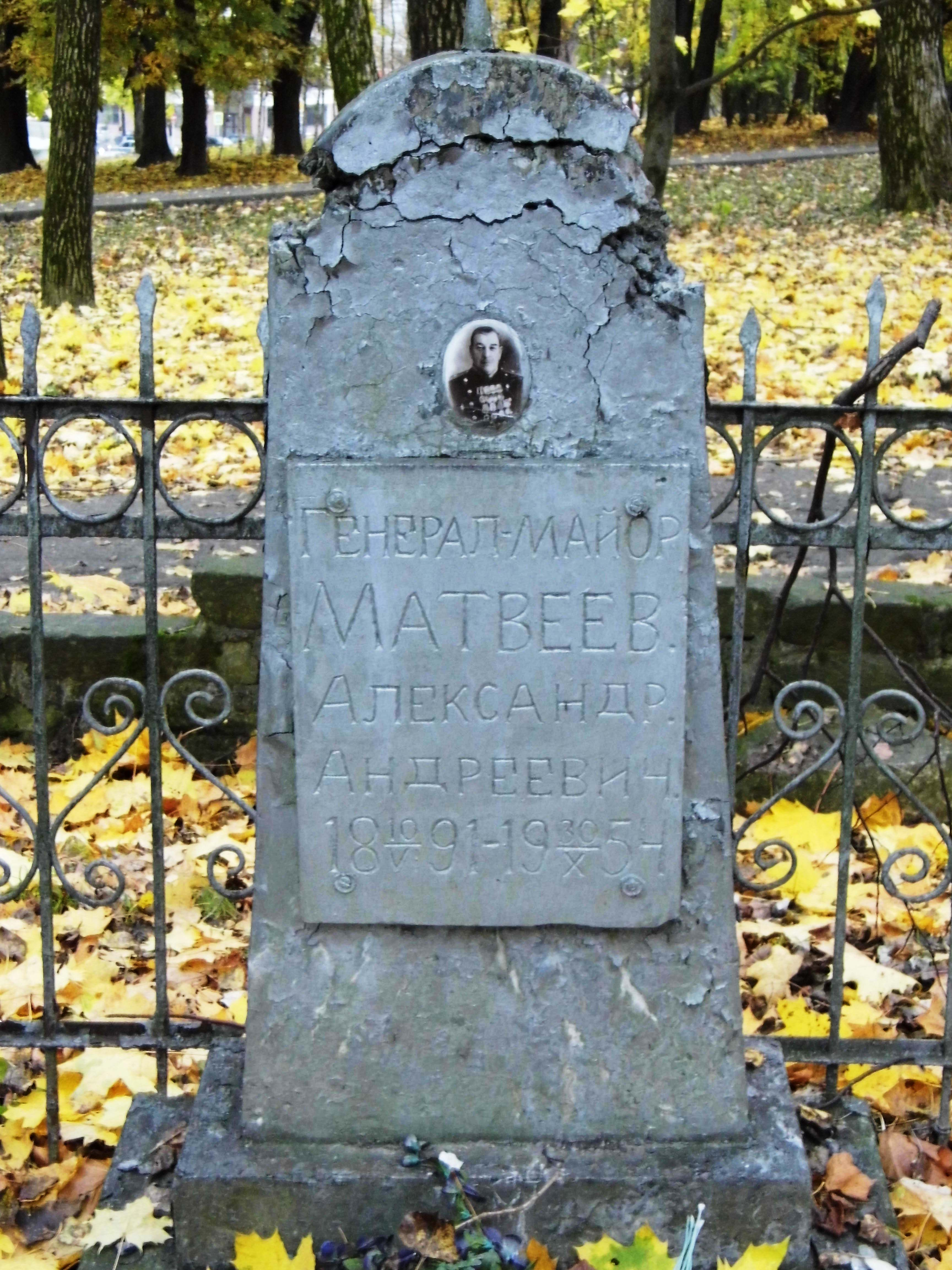
Могила Матвеева на кладбище «Клинок».

С 22 июня 1941 года — на фронтах Великой Отечественной войны, воевал на Южном фронте, командовал батальоном. 6 ноября 1941 года был контужен. Отозван с фронта в июле 1942 года, занимал несколько руководящих должностей в военных училищах. После окончания войны продолжил службу в Советской Армии. С февраля 1946 года Матвеев руководил Винницким пехотным училищем, затем стал начальником оперативной и боевой подготовки в 50-й воздушной армии. В 1948 году Матвеев был уволен в запас. Проживал в Смоленске. Умер 30 октября 1954 года, похоронен на кладбище «Клинок» в Смоленске.

## Награды
Был награждён орденом Ленина (21.2.1945), двумя орденами Красного Знамени (?, 3.11.1944), орденом Красной Звезды (22.2.1944), медалями «XX лет РККА» (1938), «За оборону Кавказа», «За Победу над Германией» и другими.